# Trichosporon laibachii
Trichosporon laibachii är en svampart som först beskrevs av Windisch, och fick sitt nu gällande namn av E. Guého & M.T. Sm. 1992. Trichosporon laibachii ingår i släktet Trichosporon och familjen Trichosporonaceae.   Inga underarter finns listade i Catalogue of Life.